# La Feria, Texas
La Feria là một thành phố thuộc quận Cameron, tiểu bang Texas, Hoa Kỳ. Năm 2010, dân số của xã này là 7302 người.

## Dân số
- Dân số năm 2000: 6115 người.
- Dân số năm 2010: 7302 người.